# دونالد فيزن
دونالد أديوسون فيزن (بالإنجليزية: Donald Faison)‏ من مواليد (22 يونيو 1974) - ممثل وممثل أداء صوتي أمريكي عرف خلال دوره الكوميدي بالدكتور «كريس تورك» في المسلسل الفكاهي الأمريكي «سكربز» "Scrubs".

## مرجع
- دونالد فيزن من الموسوعة الإنجليزية

## روابط خارجية
- دونالد فيزن على موقع IMDb (الإنجليزية)
- دونالد فيزن على موقع روتن توميتوز (الإنجليزية)
- دونالد فيزن على موقع ألو سيني (الفرنسية)
- دونالد فيزن على موقع أول موفي (الإنجليزية)
- دونالد فيزن على موقع قاعدة بيانات الأفلام السويدية (السويدية)
- دونالد فيزن على موقع إن إن دي بي (الإنجليزية)
- دونالد فيزن على موقع قاعدة بيانات الفيلم (الإنجليزية)
- دونالد فيزن على موقع كينوبويسك (الروسية)